# لنگریس
لنگریس (به آلمانی: Lenggries) یک شهر در آلمان است که در بایرن واقع شده‌است.

## خصوصیات
لنگریس ۲۴۲٫۹۰ کیلومترمربع مساحت دارد ۶۷۹ متر بالاتر از سطح دریا واقع شده‌است.

## خواهرخوانده
شهرهای Plélo، Châtelaudren، Plouvara، Bringolo و Saint-Jean-Kerdaniel خواهرخوانده‌های لنگریس هستند.